# WASP (БПЛА)
WASP — беспилотный разведывательный летательный аппарат, разработан Шведской компанией AeroVironment.

Первый полёт совершил в 2007 году, в апреле проводились испытательные полёты. Аппарат оснащён электромотором, получающим энергию от аккумуляторов и подзаряжающимся во время полёта от солнечных батарей. Уменьшения размеров конструкторы добились, используя многофункциональные компоненты — например, встроенные в крыло батареи. Предназначен для наблюдения, целеуказания, корректировки огня, оценки ущерба, над вражеской территорией.

## Варианты и модификации
- Wasp — имеет размах крыла 33 сантиметра, весит 200 граммов, оснащён двумя миниатюрными видеокамерами, которые собирают информацию и передают её оператору в режиме реального времени.
- Wasp III — имеет размах крыльев 73,5 см, весит 454 г и несет электро-оптические цветные камеры, направленные вперёд и в стороны плюс дополнительную модульную нагрузку оптических или инфракрасных сенсоров. Имеет дальностью действия до 5 км от передатчика и максимальное время нахождения в воздухе до 45 минут. Принят на вооружение Швеции под наименованием UAV 04 Svalan.
- Wasp AE — модификация 2012 года для военно-воздушных сил США

В 2011 году на конференциях DEFCON19 и Black Hat авторы WASP представили улучшенную версию беспилотника. В частности, это дало возможность использовать вычислительные ресурсы удаленного компьютера при подборе паролей.

## Страны-эксплуатанты
Компания AeroVironment поставляла малоразмерные БПЛА Wasp, Raven и Puma вооруженным силам США, Италии, Дании, Испании и Нидерландов, по состоянию на 2008 год было выпущено несколько тысяч аппаратов данного типа.